# غفار أباد (مشيز بردسير)
غفار أباد (بالفارسية: غفارآباد) هي قرية تقع في إيران في البلدة المركزية. يقدر عدد سكانها بـ 43 نسمة .